# 施塔茨
施塔茨是奥地利下奥地利州米斯特尔巴赫县的一个市镇。总面积42.63平方公里，总人口2014人，人口密度47.2人/平方公里（2005年）。